# Serenida
Serenida is een geslacht van uitgestorven kreeftachtigen uit de klasse van de Ostracoda (mosselkreeftjes).

## Soorten
- Serenida bella Demidenko, 1976 †
- Serenida carinata Polenova, 1953 †
- Serenida costulata Rozhdestvenskaya, 1972 †
- Serenida diversa (Buschmina, 1965) Lethiers, 1981 †
- Serenida donensis Nechaeva, 1968 †
- Serenida dorsoplicata Casier & Olempska in Casier et al, 2006 †
- Serenida fundata Tschigova, 1977 †
- Serenida incerta Buschmina, 1965 †
- Serenida ivanovae Rozhdestvenskaya, 1972 †
- Serenida kirsanovi Schischkinskaja, 1964 †
- Serenida macgilli Rozhdestvenskaya, 1972 †
- Serenida ovoides Rozhdestvenskaya, 1972 †
- Serenida plavskensis (Samoilova, 1951) Polenova, 1953 †
- Serenida polenovae Rozhdestvenskaya, 1972 †
- Serenida samoilovae Rozhdestvenskaya, 1972 †
- Serenida schochinae Schischkinskaja, 1964 †
- Serenida seminalis (Girty, 1910) Sohn, 1969 †
- Serenida stepanovi Tschigova, 1977 †
- Serenida subangularis Tschigova & Kotschetkova, 1987 †
- Serenida subincerta Lethiers, 1978 †
- Serenida sulcata Demidenko, 1976 †
- Serenida tarchanica Buschmina, 1981 †
- Serenida tenuisulcata Rozhdestvenskaya, 1972 †
- Serenida zadonica Polenova, 1953 †